# Coupe de la Ligue française de football 1963-1964
Navigation
Édition suivante
La Coupe de la ligue 1963-1964 est la première des deux éditions de la Coupe de la Ligue disputées dans les années 1960.
La compétition est remportée par le Racing Club de Strasbourg face au FC Rouen.

## Création de la compétition
La création de cette compétition est décidée le 1er juin 1963. Selon Didier Braun, journaliste à L'Équipe, elle répond à quatre problématiques : l'allégement récent du calendrier à la suite de l'abandon du professionnalisme par trois clubs, la situation financière dramatique des clubs de Division 2, et le désintérêt du public pour les matches amicaux d'avant-saison et la Coupe Drago.

## Participants
Tous les clubs de première et de deuxième division participent à la compétition.
| Équipes de Division 1: - Angers SCO - Girondins de Bordeaux - RC Lens - Olympique lyonnais - AS Monaco - FC Nantes - OGC Nice - Nîmes Olympique - RC Paris - Stade de Reims - Stade rennais UC - FC Rouen - AS Saint-Étienne - UA Sedan-Torcy - Stade Français - RC Strasbourg - Toulouse FC - US Valenciennes-Anzin | Équipes de Division 2: - AS Aix-en-Provence - RCFC Besançon - AS Béziers - US Boulogne - AS Cannes - AS Cherbourg - US Forbach - FC Grenoble - Le Havre AC - Lille OSC - Limoges FC - Olympique de Marseille - FC Metz - SO Montpellier - FC Nancy - Red Star Olympique. - FC Sochaux-Montbéliard - SC Toulon |

## Phase de groupes
Les équipes sont réparties géographiquement dans 9 groupes de quatre clubs. Dans 7 groupes il y a parité entre le nombre d'équipes de première et de deuxième division.
Chaque groupe se dispute sous la forme d'un championnat avec rencontres aller-retour. Parmi les neuf vainqueurs de groupe, les deux ayant marqué le moins de buts à l'extérieur sont qualifiés pour le tour de barrage. Les sept autres vainqueurs sont directement qualifiés pour les quarts de finale.

### Groupe 1
| Rang | Équipe                | Pts | J | G | N | P | Bp | Bc | Diff |  | Résultats (▼ dom., ► ext.) | USVA | RCL | USB | LOSC |
| ---- | --------------------- | --- | - | - | - | - | -- | -- | ---- |  | -------------------------- | ---- | --- | --- | ---- |
| 1    | US Valenciennes-Anzin | 8   | 6 | 4 | 0 | 2 | 10 | 8  | +2   |  | US Valenciennes-Anzin      |      | 1-0 | 1-0 | 3-2  |
| 2    | RC Lens               | 7   | 6 | 3 | 1 | 2 | 11 | 7  | +4   |  | RC Lens                    | 3-2  |     | 5-1 | 1-0  |
| 3    | US Boulogne (D2)      | 6   | 6 | 2 | 2 | 2 | 8  | 11 | -3   |  | US Boulogne (D2)           | 3-2  | 2-1 |     | 1-1  |
| 4    | Lille OSC (D2)        | 3   | 6 | 0 | 3 | 3 | 5  | 8  | -3   |  | Lille OSC (D2)             | 0-1  | 1-1 | 1-1 |      |

### Groupe 2
| Rang | Équipe          | Pts | J | G | N | P | Bp | Bc | Diff |  | Résultats (▼ dom., ► ext.) | SR  | UAST | FCM | USF |
| ---- | --------------- | --- | - | - | - | - | -- | -- | ---- |  | -------------------------- | --- | ---- | --- | --- |
| 1    | Stade de Reims  | 9   | 6 | 3 | 3 | 0 | 16 | 8  | +8   |  | Stade de Reims             |     | 3-2  | 3-0 | 4-4 |
| 2    | UA Sedan-Torcy  | 8   | 6 | 3 | 2 | 1 | 14 | 6  | +8   |  | UA Sedan-Torcy             | 1-1 |      | 5-0 | 3-0 |
| 3    | FC Metz (D2)    | 4   | 6 | 1 | 2 | 3 | 3  | 12 | -9   |  | FC Metz (D2)               | 1-1 | 1-1  |     | 1-0 |
| 4    | US Forbach (D2) | 3   | 6 | 1 | 1 | 4 | 7  | 14 | -7   |  | US Forbach (D2)            | 0-4 | 1-2  | 2-0 |     |

### Groupe 3
| Rang | Équipe                      | Pts | J | G | N | P | Bp | Bc | Diff |  | Résultats (▼ dom., ► ext.)  | RCS | FCSM | SF  | FCN |
| ---- | --------------------------- | --- | - | - | - | - | -- | -- | ---- |  | --------------------------- | --- | ---- | --- | --- |
| 1    | RC Strasbourg               | 9   | 6 | 4 | 1 | 1 | 13 | 4  | +9   |  | RC Strasbourg               |     | 2-0  | 2-1 | 1-1 |
| 2    | FC Sochaux-Montbéliard (D2) | 8   | 6 | 4 | 0 | 2 | 18 | 13 | +5   |  | FC Sochaux-Montbéliard (D2) | 1-0 |      | 3-0 | 6-4 |
| 3    | Stade Français              | 6   | 6 | 3 | 0 | 3 | 16 | 9  | +7   |  | Stade Français              | 1-2 | 6-1  |     | 6-1 |
| 4    | FC Nancy (D2)               | 1   | 6 | 0 | 1 | 5 | 7  | 28 | -21  |  | FC Nancy (D2)               | 0-6 | 1-7  | 0-2 |     |

### Groupe 4
| Rang | Équipe             | Pts | J | G | N | P | Bp | Bc | Diff |  | Résultats (▼ dom., ► ext.) | ASSE | OL  | FCG | RCFCB |
| ---- | ------------------ | --- | - | - | - | - | -- | -- | ---- |  | -------------------------- | ---- | --- | --- | ----- |
| 1    | AS Saint-Étienne   | 8   | 6 | 2 | 4 | 0 | 13 | 8  | +5   |  | AS Saint-Étienne           |      | 1-1 | 2-2 | 1-1   |
| 2    | Olympique lyonnais | 7   | 6 | 2 | 3 | 1 | 8  | 8  | 0    |  | Olympique lyonnais         | 2-6  |     | 3-0 | 1-0   |
| 3    | FC Grenoble (D2)   | 6   | 6 | 1 | 4 | 1 | 8  | 9  | -1   |  | FC Grenoble (D2)           | 1-1  | 0-0 |     | 3-3   |
| 4    | RCFC Besançon (D2) | 3   | 6 | 0 | 3 | 3 | 6  | 10 | -4   |  | RCFC Besançon (D2)         | 1-2  | 1-1 | 0-2 |       |

### Groupe 5
| Rang | Équipe         | Pts | J | G | N | P | Bp | Bc | Diff |  | Résultats (▼ dom., ► ext.) | ASC | ASM | OGCN | SCT |
| ---- | -------------- | --- | - | - | - | - | -- | -- | ---- |  | -------------------------- | --- | --- | ---- | --- |
| 1    | AS Cannes (D2) | 8   | 6 | 3 | 2 | 1 | 12 | 10 | +2   |  | AS Cannes (D2)             |     | 2-0 | 2-1  | 1-0 |
| 2    | AS Monaco      | 7   | 6 | 3 | 1 | 2 | 13 | 9  | +4   |  | AS Monaco                  | 2-2 |     | 5-1  | 3-0 |
| 3    | OGC Nice       | 5   | 6 | 2 | 1 | 3 | 12 | 16 | -4   |  | OGC Nice                   | 4-4 | 0-3 |      | 4-1 |
| 4    | SC Toulon (D2) | 4   | 6 | 2 | 0 | 4 | 9  | 11 | -2   |  | SC Toulon (D2)             | 3-1 | 4-0 | 1-2  |     |

### Groupe 6
| Rang | Équipe                      | Pts | J | G | N | P | Bp | Bc | Diff |  | Résultats (▼ dom., ► ext.)  | ASA | NO  | OM  | SOM |
| ---- | --------------------------- | --- | - | - | - | - | -- | -- | ---- |  | --------------------------- | --- | --- | --- | --- |
| 1    | AS Aix-en-Provence (D2)     | 10  | 6 | 5 | 0 | 1 | 11 | 5  | +6   |  | AS Aix-en-Provence (D2)     |     | 1-0 | 2-0 | 2-1 |
| 2    | Nîmes Olympique             | 7   | 6 | 3 | 1 | 2 | 12 | 9  | +3   |  | Nîmes Olympique             | 2-1 |     | 2-0 | 4-2 |
| 3    | Olympique de Marseille (D2) | 4   | 6 | 2 | 0 | 4 | 5  | 7  | -2   |  | Olympique de Marseille (D2) | 0-1 | 3-1 |     | 2-0 |
| 4    | SO Montpellier (D2)         | 3   | 6 | 1 | 1 | 4 | 7  | 14 | -7   |  | SO Montpellier (D2)         | 1-3 | 2-2 | 1-0 |     |

### Groupe 7
| Rang | Équipe                | Pts | J | G | N | P | Bp | Bc | Diff |  | Résultats (▼ dom., ► ext.) | GB  | LFC | TFC | ASB |
| ---- | --------------------- | --- | - | - | - | - | -- | -- | ---- |  | -------------------------- | --- | --- | --- | --- |
| 1    | Girondins de Bordeaux | 9   | 6 | 4 | 1 | 1 | 14 | 8  | +6   |  | Girondins de Bordeaux      |     | 3-0 | 3-2 | 2-1 |
| 2    | Limoges FC (D2)       | 8   | 6 | 3 | 2 | 1 | 12 | 8  | +4   |  | Limoges FC (D2)            | 2-0 |     | 1-1 | 5-1 |
| 3    | Toulouse FC           | 6   | 6 | 2 | 2 | 2 | 11 | 7  | +4   |  | Toulouse FC                | 1-1 | 1-2 |     | 3-0 |
| 4    | AS Béziers (D2)       | 1   | 6 | 0 | 1 | 5 | 6  | 20 | -14  |  | AS Béziers (D2)            | 2-5 | 2-2 | 0-3 |     |

### Groupe 8
| Rang | Équipe            | Pts | J | G | N | P | Bp | Bc | Diff |  | Résultats (▼ dom., ► ext.) | FCN | ASCO | SRUC | ASC |
| ---- | ----------------- | --- | - | - | - | - | -- | -- | ---- |  | -------------------------- | --- | ---- | ---- | --- |
| 1    | FC Nantes         | 9   | 6 | 3 | 3 | 0 | 15 | 10 | +5   |  | FC Nantes                  |     | 1-1  | 2-2  | 4-3 |
| 2    | Angers SCO        | 7   | 6 | 3 | 1 | 2 | 13 | 9  | +4   |  | Angers SCO                 | 1-3 |      | 1-0  | 3-1 |
| 3    | Stade rennais UC  | 7   | 6 | 3 | 1 | 2 | 17 | 14 | +3   |  | Stade rennais UC           | 2-4 | 3-2  |      | 5-4 |
| 4    | AS Cherbourg (D2) | 1   | 6 | 0 | 1 | 5 | 11 | 23 | -12  |  | AS Cherbourg (D2)          | 1-1 | 1-5  | 1-5  |     |

### Groupe 9
| Rang | Équipe                  | Pts | J | G | N | P | Bp | Bc | Diff |  | Résultats (▼ dom., ► ext.) | FCR | RCP | LHAC | RSO |
| ---- | ----------------------- | --- | - | - | - | - | -- | -- | ---- |  | -------------------------- | --- | --- | ---- | --- |
| 1    | FC Rouen                | 9   | 6 | 4 | 1 | 1 | 12 | 5  | +7   |  | FC Rouen                   |     | 1-0 | 1-2  | 1-0 |
| 2    | RC Paris                | 6   | 6 | 3 | 0 | 3 | 12 | 13 | -1   |  | RC Paris                   | 1-5 |     | 6-2  | 3-1 |
| 3    | Le Havre AC (D2)        | 6   | 6 | 3 | 0 | 3 | 10 | 11 | -1   |  | Le Havre AC (D2)           | 1-3 | 3-0 |      | 0-1 |
| 4    | Red Star Olympique (D2) | 3   | 6 | 1 | 1 | 4 | 4  | 9  | -5   |  | Red Star Olympique (D2)    | 1-1 | 1-2 | 0-2  |     |

## Barrage
Parmi les vainqueurs de la phase de groupes, l'US Valenciennes-Anzin et l'AS Aix-en-Provence des groupes 1 et 6 totalisent le moins de buts marqués à l'extérieur, à savoir 5. La rencontre de barrage disputée entre ces deux équipes voit la victoire d'Aix.
| Équipe 1           | Résultat | Équipe 2              |
| ------------------ | -------- | --------------------- |
| AS Aix-en-Provence | 2-0      | US Valenciennes-Anzin |

## Quarts de finale à finale
Le vainqueur du barrage, l'AS Aix-en-Provence, rejoint les sept clubs directement qualifiés pour les quarts de finale. Les quarts et les demi-finales se déroulent en match aller-retour.
La finale, disputée sur un seul match, est remportée par le RC Strasbourg face au FC Rouen par 2 buts à 0.
|  | Quarts de finale               | Quarts de finale               | Quarts de finale               | Quarts de finale               |                    |                    | Demi-finales          | Demi-finales          | Demi-finales          | Demi-finales          |  |  | Finale                                           | Finale                                           | Finale                                           | Finale                                           |
|  |                                |                                |                                |                                |                    |                    |                       |                       |                       |                       |  |  |                                                  |                                                  |                                                  |                                                  |
|  | 18 septembre et 9 octobre 1963 | 18 septembre et 9 octobre 1963 | 18 septembre et 9 octobre 1963 | 18 septembre et 9 octobre 1963 |                    |                    | 12 et 16 octobre 1963 | 12 et 16 octobre 1963 | 12 et 16 octobre 1963 | 12 et 16 octobre 1963 |  |  | 1er janvier 1964, stade de la Meinau, Strasbourg | 1er janvier 1964, stade de la Meinau, Strasbourg | 1er janvier 1964, stade de la Meinau, Strasbourg | 1er janvier 1964, stade de la Meinau, Strasbourg |
|  | 18 septembre et 9 octobre 1963 | 18 septembre et 9 octobre 1963 | 18 septembre et 9 octobre 1963 | 18 septembre et 9 octobre 1963 |                    |                    | 12 et 16 octobre 1963 | 12 et 16 octobre 1963 | 12 et 16 octobre 1963 | 12 et 16 octobre 1963 |  |  | 1er janvier 1964, stade de la Meinau, Strasbourg | 1er janvier 1964, stade de la Meinau, Strasbourg | 1er janvier 1964, stade de la Meinau, Strasbourg | 1er janvier 1964, stade de la Meinau, Strasbourg |
|  | AS Aix-en-Provence             | AS Aix-en-Provence             | 4                              | 2                              |                    |                    | 12 et 16 octobre 1963 | 12 et 16 octobre 1963 | 12 et 16 octobre 1963 | 12 et 16 octobre 1963 |  |  | 1er janvier 1964, stade de la Meinau, Strasbourg | 1er janvier 1964, stade de la Meinau, Strasbourg | 1er janvier 1964, stade de la Meinau, Strasbourg | 1er janvier 1964, stade de la Meinau, Strasbourg |
|  | AS Aix-en-Provence             | AS Aix-en-Provence             | 4                              | 2                              |                    |                    | 12 et 16 octobre 1963 | 12 et 16 octobre 1963 | 12 et 16 octobre 1963 | 12 et 16 octobre 1963 |  |  | 1er janvier 1964, stade de la Meinau, Strasbourg | 1er janvier 1964, stade de la Meinau, Strasbourg | 1er janvier 1964, stade de la Meinau, Strasbourg | 1er janvier 1964, stade de la Meinau, Strasbourg |
|  | Girondins de Bordeaux          | Girondins de Bordeaux          | 1                              | 4                              |                    |                    | 12 et 16 octobre 1963 | 12 et 16 octobre 1963 | 12 et 16 octobre 1963 | 12 et 16 octobre 1963 |  |  | 1er janvier 1964, stade de la Meinau, Strasbourg | 1er janvier 1964, stade de la Meinau, Strasbourg | 1er janvier 1964, stade de la Meinau, Strasbourg | 1er janvier 1964, stade de la Meinau, Strasbourg |
|  | Girondins de Bordeaux          | Girondins de Bordeaux          | 1                              | 4                              | AS Aix-en-Provence | AS Aix-en-Provence | 0                     | 0                     |                       |                       |  |  | 1er janvier 1964, stade de la Meinau, Strasbourg | 1er janvier 1964, stade de la Meinau, Strasbourg | 1er janvier 1964, stade de la Meinau, Strasbourg | 1er janvier 1964, stade de la Meinau, Strasbourg |
|  | 18 septembre et 9 octobre 1963 |                                |                                |                                | AS Aix-en-Provence | AS Aix-en-Provence | 0                     | 0                     |                       |                       |  |  | 1er janvier 1964, stade de la Meinau, Strasbourg | 1er janvier 1964, stade de la Meinau, Strasbourg | 1er janvier 1964, stade de la Meinau, Strasbourg | 1er janvier 1964, stade de la Meinau, Strasbourg |
|  |                                |                                | RC Strasbourg                  | RC Strasbourg                  | 2                  | 0                  |                       |                       |                       |                       |  |  | 1er janvier 1964, stade de la Meinau, Strasbourg | 1er janvier 1964, stade de la Meinau, Strasbourg | 1er janvier 1964, stade de la Meinau, Strasbourg | 1er janvier 1964, stade de la Meinau, Strasbourg |
|  | Stade de Reims                 | Stade de Reims                 | RC Strasbourg                  | RC Strasbourg                  | 2                  | 0                  | 1                     | 0                     |                       |                       |  |  | 1er janvier 1964, stade de la Meinau, Strasbourg | 1er janvier 1964, stade de la Meinau, Strasbourg | 1er janvier 1964, stade de la Meinau, Strasbourg | 1er janvier 1964, stade de la Meinau, Strasbourg |
|  | Stade de Reims                 | Stade de Reims                 | 12 et 16 octobre 1963          |                                |                    |                    | 1                     | 0                     |                       |                       |  |  | 1er janvier 1964, stade de la Meinau, Strasbourg | 1er janvier 1964, stade de la Meinau, Strasbourg | 1er janvier 1964, stade de la Meinau, Strasbourg | 1er janvier 1964, stade de la Meinau, Strasbourg |
|  | RC Strasbourg                  | RC Strasbourg                  | 0                              | 3                              |                    |                    |                       |                       |                       |                       |  |  | 1er janvier 1964, stade de la Meinau, Strasbourg | 1er janvier 1964, stade de la Meinau, Strasbourg | 1er janvier 1964, stade de la Meinau, Strasbourg | 1er janvier 1964, stade de la Meinau, Strasbourg |
|  | RC Strasbourg                  | RC Strasbourg                  | 0                              | 3                              | RC Strasbourg      | RC Strasbourg      | 2                     | 2                     |                       |                       |  |  |                                                  |                                                  |                                                  |                                                  |
|  | 18 et 28 septembre 1963        |                                |                                |                                | RC Strasbourg      | RC Strasbourg      | 2                     | 2                     |                       |                       |  |  |                                                  |                                                  |                                                  |                                                  |
|  |                                |                                | FC Rouen                       | FC Rouen                       | 0                  | 0                  |                       |                       |                       |                       |  |  |                                                  |                                                  |                                                  |                                                  |
|  | FC Rouen                       | FC Rouen                       | FC Rouen                       | FC Rouen                       | 0                  | 0                  | 5                     | 0                     |                       |                       |  |  |                                                  |                                                  |                                                  |                                                  |
|  | FC Rouen                       | FC Rouen                       |                                |                                |                    |                    |                       |                       |                       |                       |  |  |                                                  |                                                  |                                                  |                                                  |
|  | FC Nantes                      | FC Nantes                      | 2                              | 2                              |                    |                    |                       |                       |                       |                       |  |  |                                                  |                                                  |                                                  |                                                  |
|  | FC Nantes                      | FC Nantes                      | 2                              | 2                              | FC Rouen           | FC Rouen           | 1                     | 1 (4)                 |                       |                       |  |  |                                                  |                                                  |                                                  |                                                  |
|  | 18 septembre et 9 octobre 1963 |                                |                                |                                | FC Rouen           | FC Rouen           | 1                     | 1 (4)                 |                       |                       |  |  |                                                  |                                                  |                                                  |                                                  |
|  |                                |                                | AS Saint-Étienne               | AS Saint-Étienne               | 1                  | 1 (3)              |                       |                       |                       |                       |  |  |                                                  |                                                  |                                                  |                                                  |
|  | AS Cannes                      | AS Cannes                      | AS Saint-Étienne               | AS Saint-Étienne               | 1                  | 1 (3)              | 0                     | 0                     |                       |                       |  |  |                                                  |                                                  |                                                  |                                                  |
|  | AS Cannes                      | AS Cannes                      |                                |                                |                    |                    |                       | 0                     |                       |                       |  |  |                                                  |                                                  |                                                  |                                                  |
|  | AS Saint-Étienne               | AS Saint-Étienne               | 2                              | 2                              |                    |                    |                       |                       |                       |                       |  |  |                                                  |                                                  |                                                  |                                                  |
|  | AS Saint-Étienne               | AS Saint-Étienne               | 2                              | 2                              |                    |                    |                       |                       |                       |                       |  |  |                                                  |                                                  |                                                  |                                                  |
|  |                                |                                |                                |                                |                    |                    |                       |                       |                       |                       |  |  |                                                  |                                                  |                                                  |                                                  |

( ) = Tirs au but

### Finale
Le trophée est remis par le président de la LNF, Antoine Chiarisoli.
| 1er janvier 1964 | RC Strasbourg                            | 2-0 | FC Rouen | stade de la Meinau, Strasbourg                 |                                                |
| | José Farias 29e · Robert Szczepaniak 70e | |          | Spectateurs : 7 494 Arbitrage : Maurice Bondon | Spectateurs : 7 494 Arbitrage : Maurice Bondon |
| François Remetter - René Hauss, Denis Devaux, Pierre Sbaïz - Raymond Stieber, Jean Davanne - Gilbert Gress, José Farias, Casimir Koza, Michel Leblond, Gérard Hausser (Robert Szczepaniak 46e ). · Entraîneur : Robert Jonquet. | Équipes                                  | Albert Duchene - Pierre Phelipon, Michel Sénéchal, Philippe Poulain - Pierre Tournier, Jean-Louis Leonetti - André Betta, Roland Guillas, Roger Rizzi, Yvon Goujon, Daniel Bailliez. Entraîneur : Marius Bruat. |          | Spectateurs : 7 494 Arbitrage : Maurice Bondon | Spectateurs : 7 494 Arbitrage : Maurice Bondon |